# Andy Schmid
Andy Schmid es un deportista austríaco que compitió en skeleton.
Ganó cuatro medallas en el Campeonato Mundial de Skeleton entre los años 1990 y 1994, y cinco medallas en el Campeonato Mundial de Skeleton entre los años 1984 y 1988.

## Palmarés internacional
| Campeonato Mundial | Campeonato Mundial    | Campeonato Mundial | Campeonato Mundial |
| Año                | Lugar                 | Medalla            | Prueba             |
| ------------------ | --------------------- | ------------------ | ------------------ |
| 1990               | Königssee (RFA)       | Medalla de plata   | Individual         |
| 1991               | Igls (Austria)        | Medalla de plata   | Individual         |
| 1993               | La Plagne (Francia)   | Medalla de oro     | Individual         |
| 1994               | Altenberg (Alemania)  | Medalla de plata   | Individual         |
| Campeonato Europeo |                       |                    |                    |
| Año                | Lugar                 | Medalla            | Prueba             |
| 1984               | Winterberg (RFA)      | Medalla de plata   | Individual         |
| 1985               | Sarajevo (Yugoslavia) | Medalla de plata   | Individual         |
| 1986               | Sankt Moritz (Suiza)  | Medalla de plata   | Individual         |
| 1987               | Sarajevo (Yugoslavia) | Medalla de oro     | Individual         |
| 1988               | Winterberg (RFA)      | Medalla de plata   | Individual         |